# Cybowo (przystanek kolejowy)
Cybowo – przystanek kolejowy w Cybowie - osiedlu, w województwie zachodniopomorskim, w Polsce. Na przystanku zatrzymują się wyłącznie regionalne pociągi osobowe relacji Szczecin Główny - Piła Główna i przeciwnej. Od 2 września do 29 października 2018 przystanek osobowy jest nieczynny z powodu remontu torowiska pomiędzy Kaliszem Pomorskim a Ulikowem.

## Ruch pasażerski
| Rok  | Wymiana pasażerska na dobę |
| ---- | -------------------------- |
| 2017 | 20-49                      |
| 2022 | 10-19                      |

## Połączenia
- Kalisz Pomorski
- Stargard
- Szczecin
- Piła
- Wałcz